# Wagner Lőrinc József
Wagner Lőrinc József (Sopron, 1841. március 1. – Celldömölk, 1910. január 4.) Szent Benedek rendi dömölki apát, a hittudományok borostyánosa, kiérdemült okleveles főgimnáziumi tanár, a pannonhalmi szentszék tanácsosa.

## Élete
1858. szeptember 8-án lépett a rendbe; teológiai tanulmányainak elvégezte után 1865. augusztus 2-án misés pappá szenteltetett; ezen időtől fogva 1872-ig a pannonhalmi líceumban a hittan és bölcselet tanára volt; azontúl a teológiát tanította ugyanott és a főapát titkára, majd dömölki apát lett.
Hittani, egyházjogi sat. cikkeket írt. Monikába (1872-77), Magyar Államba (1873), a Religioba (1874-78); a Havi Közlönybe (1878-79) és a Szent-Benedek-rendi Névtárba (1874). Cikkeit felsorolják az idézett munkák; két egyházi beszéde is jelent meg a Szent Gellért c. folyóiratban. (1903-1904).